# Pixabay
Pixabay.com è un sito web di media stock gratuito. Forniscono foto, illustrazioni, grafica vettoriale, riprese video, musica ed effetti sonori che vengono caricati dalla sua comunità di contributori, concessi  con la propria licenza personalizzata chiamata "Pixabay License". In generale, la Pixabay License consente l'utilizzo gratuito dei contenuti di Pixabay, tuttavia è soggetta a varie restrizioni. A partire dal 2022, Pixabay ha ora a disposizione oltre 2,7 milioni di contenuti multimediali stock.

## Storia
L'impresa è stata fondata nel novembre 2010 a Ulm, in Germania da Hans Braxmeier e Simon Steinberger. Nel marzo 2012, Pixabay è stato ridisegnato, il passaggio da una raccolta di immagini personali in una interattiva comunità online, che supporta 20 lingue. Nel maggio dello stesso anno, un Application Programming pubblico Interface (API) è stato lanciato, consentendo agli utenti di terze parti e sviluppatori di siti web per la ricerca database di immagini di Pixabay. Oggi, l'API è in uso da parte della comunità progettista Psykopaint, e dentro Jimdo's WYSIWYG editor di homepage. Insieme con Flickr, YouTube e Wikimedia Commons, nel giugno 2012, Pixabay è stato incluso Creative Commons ' sito di ricerca CC ufficiale. su base regolare, Pixabay ha ricevuto l'attenzione di stampa internazionale e riviste online. nel 2014, sei lingue di interfaccia aggiuntive sono state attuate (Thai, vietnamita, greco, slovacco, bulgaro, danese) e nel 2015, ha iniziato ad offrire Pixabay filmati oltre alle immagini - ognuno dei quali rilasciati sotto licenza creative Creative Commons CC0.
Nel gennaio 2019, Pixabay ha cambiato la licenza che applicano ai loro contenuti multimediali stock. La nuova licenza è la loro licenza personalizzata chiamata "Pixabay License". Prima della modifica, Pixabay utilizzava la licenza Creative Commons CC0, che dedica le opere al pubblico dominio. Sebbene la Pixabay License consenta l'uso gratuito dei contenuti Pixabay, è soggetta a restrizioni che non erano presenti con la precedente licenza CC0.
Il 17 aprile 2023 sono entrate in vigore modifiche significative ai termini di servizio di Pixabay. Tra queste, la modifica della "Licenza Pixabay" in "Licenza per i contenuti" e il ripristino della licenza Creative Commons CC0 per i contenuti caricati su Pixabay prima del 9 gennaio 2019.

## Descrizione
Su Pixabay, gli utenti possono trovare e aggiungere immagini di qualità, film gratuiti liberi dal copyright . Per caricare i file e scaricare le immagini a grandezza naturale, è necessaria una registrazione gratuita. Con il caricamento dei file, i contribuenti rinunciano ai loro diritti d'autore e dei diritti connessi di immagini sotto Creative Commons atto A0, permettendo così l'utilizzo gratuito del loro lavoro. Di conseguenza, chiunque può utilizzare, modificare e ridistribuire le immagini liberamente - anche nelle applicazioni commerciali - senza chiedere il permesso e senza accreditamento dell'autore.
Contenuti illustrati possono ancora essere protetti da marchi, pubblicità o diritti alla privacy. Al fine di garantire un elevato standard qualitativo e di evitare problemi legali, tutte le immagini caricate vengono controllati manualmente dai membri del personale di Pixabay.

## Fotografi
Nel gennaio del 2016, ci sono stati circa 33.200 autori di immagini attivi. Hans Braxmeier stesso contribuì più di 20.000 immagini, che sono state scaricate oltre due milioni di volte. Il secondo contributore più attivo è stato Geralt, che ha caricato 10.000 immagini (oltre 4,5 milioni di download)

## Lo staff
Hans Braxmeier - fondatore e CEO di Pixabay - ha studiato informatica a Ulm, in Germania. Durante e dopo gli studi, ha lanciato diversi altri progetti web. Simon Steinberger - co-fondatore e CEO anche di Pixabay - studiato chimica a Ulm e terminato il suo dottorato di ricerca nel 2011. Durante questo periodo, ha iniziato a lavorare nel settore IT e ha sviluppato vari altri siti web. Achim Thiemermann è responsabile di social media marketing e Olga Foma si concentra sul controllo della qualità delle immagini.

## Popolarità
Pixabay ha un AlexaRank di 478 aggiornato il 20 novembre 2016 Google assegnato al dominio un PageRank di sei.

## I visitatori e gli utenti
Circa il 27% dei visitatori di Pixabay parla inglese, il 20% spagnolo, portoghese 11%, 7% tedesco, e il 5% parla francese. Gli utenti sono principalmente i blogger, designer grafici, autori, giornalisti e inserzionisti